# Patrimoine juif de Lorraine

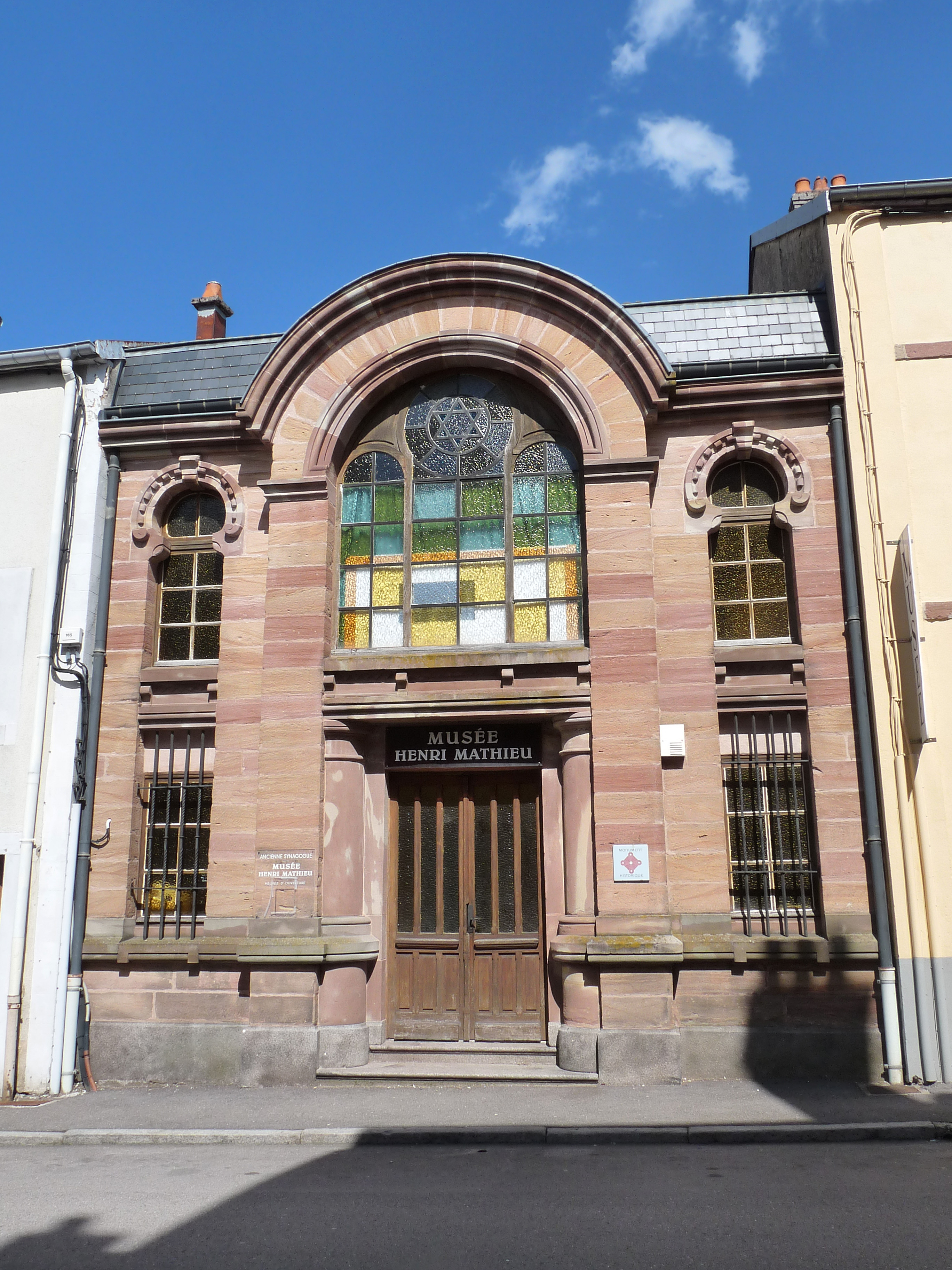
Bruyères (Vosges) : ancienne synagogue, aujourd'hui musée Henri-Mathieu.

L'article présente l'inventaire du patrimoine juif de Lorraine, classé par département et par ordre alphabétique de communes.
La présentation de cet inventaire s'inspire des listes de monuments historiques, incluant tous les éléments patrimoniaux ayant fait ou non l'objet d'une notice d'inventaire par le Service régional de l'inventaire de la région Grand Est, que les éléments soient ou non protégés au titre des monuments historiques, qu'ils aient disparu ou ait été transformés et réutilisés à d'autres fins.
Lorsqu’une communauté a complètement disparu ou n’est plus représentée que par quelques membres, la notice indique « Communauté disparue » en marge de la commune concernée.
Certains éléments protégés au titre des monuments historiques font parfois l'objet de deux notices distinctes : l'une établie par la Conservation régionale des monuments historiques (notices PA) et l'autre par le Service régional de l'inventaire d'Alsace (IA).
D'une manière générale le patrimoine du XIXe siècle a été inscrit sur l'inventaire supplémentaire des monuments historiques, à l'exception de la synagogue de Lunéville et celle de Verdun, ainsi que quelques éléments spécifiques (peintures, objets mobiliers qui ont été classés au titre des monuments historiques.

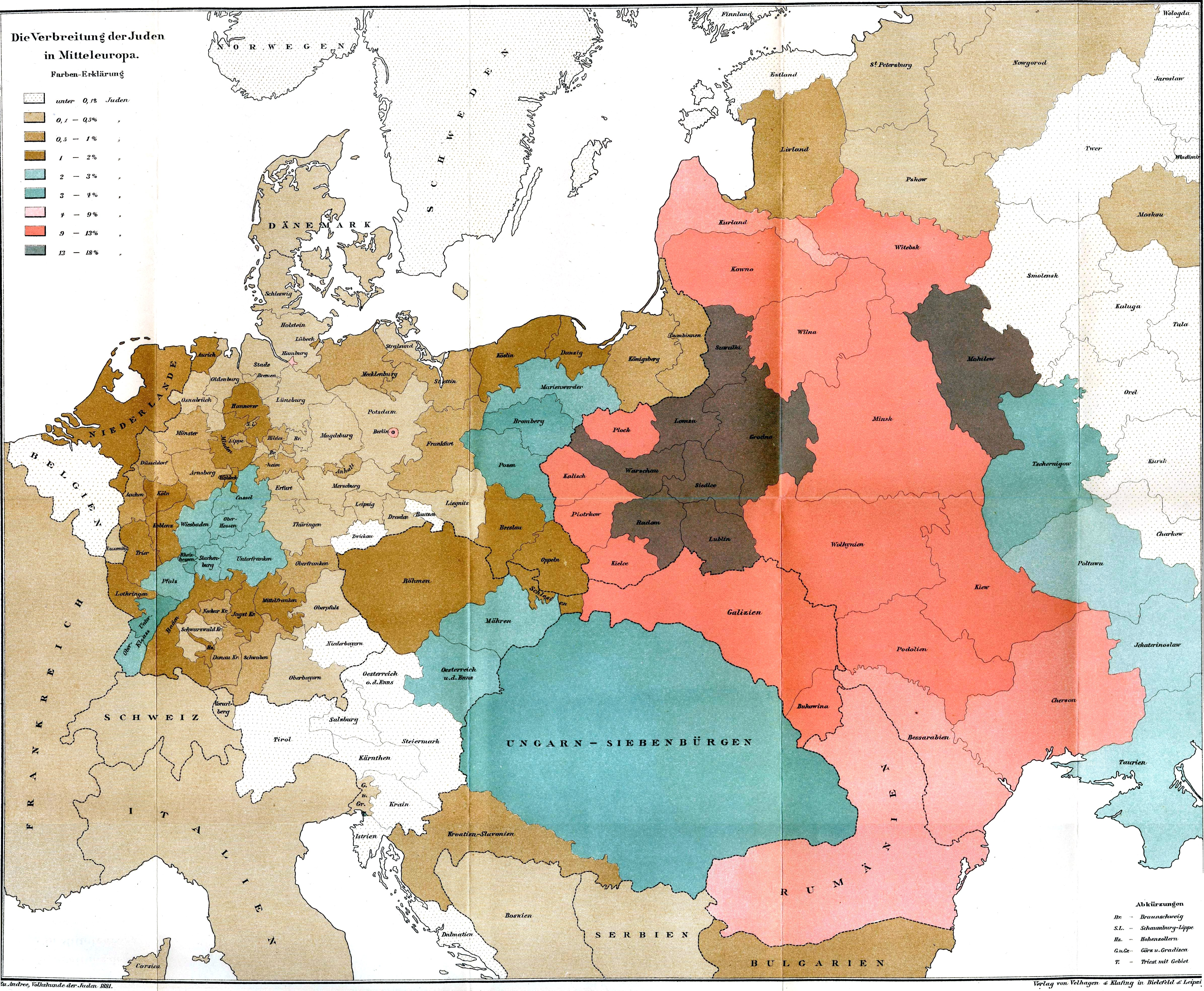
Les Juifs d'Europe Centrale en 1881 d'après Richard Andree[N 4]
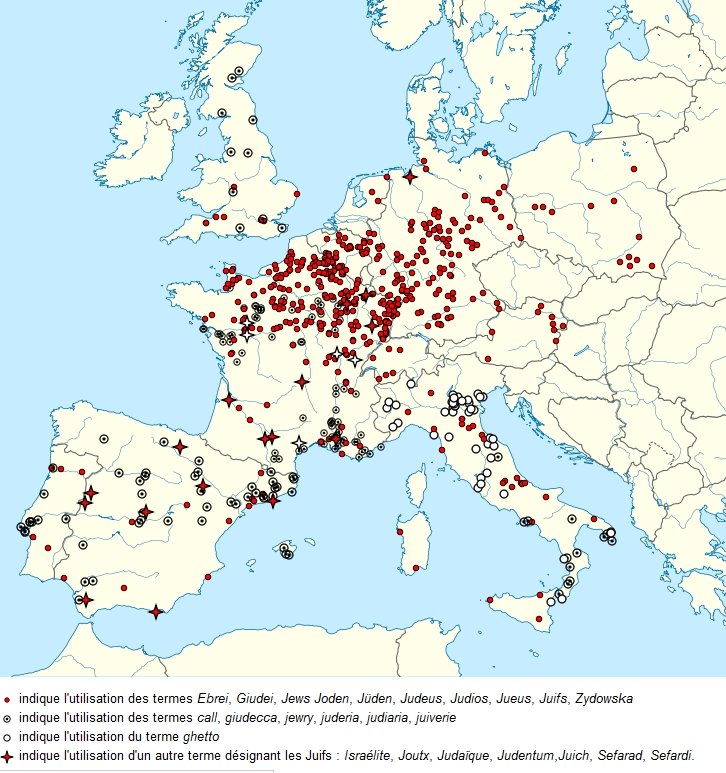
Carte des rues des Juifs (ou équivalents) dans divers pays européens.
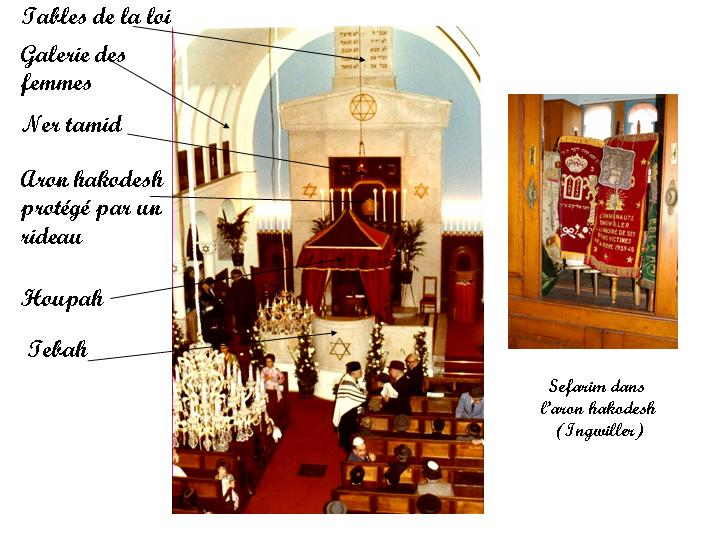
Présentation d'une synagogue (ici synagogue de Neuilly et synagogue d'Ingwiller).
Carte des départements avec le nom des régions
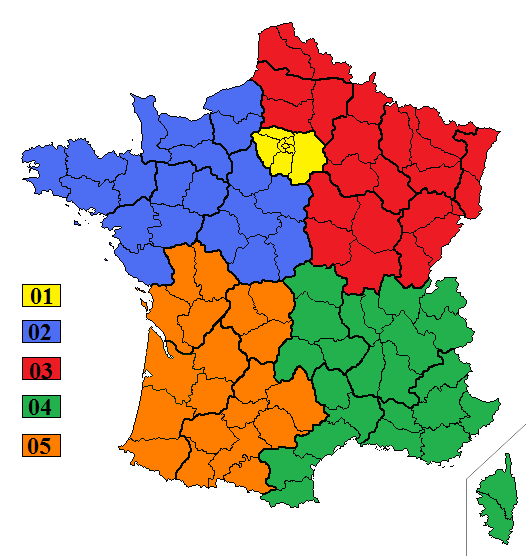
Répartition géographique des inventaires du patrimoine juif en France.

## Contexte historique
L'Alsace et la Lorraine représentent encore 79 % des Juifs de France en 1808, 63 % en 1861 et 57 % en 1866 .
L’appel à la croisade d’Urbain II en 1095 déclenche des persécutions de la part des paysans envers les communautés juives de France et d’Allemagne. Voir : Persécution des Juifs pendant la première croisade.
Il existait de nombreuses synagogues en France pendant les premiers siècles du Moyen Âge. Or, à la suite de la mort de son père Louis VII  survenu le 18 septembre 1180, Philippe II de France, dit Philippe Auguste, roi à quinze ans, est confronté à l'affaiblissement du pouvoir royal. L'une de ses premières décisions est totalement contraire à la politique suivie par son père : l'expulsion des juifs et la confiscation de leurs biens (17 avril 1182) tranche avec la protection que Louis VII avait accordée à la communauté juive. La raison officiellement donnée désigne les juifs responsables de calamités diverses, mais l'objectif réel est surtout de renflouer les caisses royales, bien mal en point en ce début de règne. Ces mesures ne dureront pas : l'interdiction du territoire cesse en 1198, et l'attitude conciliatrice qu'avait adoptée Louis VII redevient bientôt la norme. C'est à cette période que Philippe Auguste fit détruire ou transformer les synagogues en églises.
La situation légale des juifs a été discutée à plusieurs reprises de 1789 à 1791 par l'Assemblée constituante. La pleine citoyenneté est d'abord accordée aux Juifs du Sud-Ouest et à ceux de la Provence, Avignon et le Comtat-Venaissin et le 28 septembre 1791 à tous les Juifs du royaume. Les dernières lois discriminatoires ne sont abolies que sous la monarchie de juillet.
Les recherches historiques et documentaires portent de ce fait sur l’ensemble des informations liées à la culture, la mémoire et le patrimoine architectural et mobilier juifs, et à ce qui peut contribuer à illustrer l’histoire du judaïsme. On pourra lister également les monuments Mémoriaux de la Shoah, les éléments de la résistance juive en France, mais sans élargir le débat à toutes les victimes françaises.
Une « Association européenne pour la préservation et la valorisation de la culture et du patrimoine juifs » (AEPJ) fait découvrir les sites juifs au grand public : synagogues, cimetières, bains rituels, musées, quartiers, monuments juifs. L’AEPJ est également chargée de développer et de faire connaître l'Itinéraire européen du patrimoine juif.
La Société pour l'Histoire des Israélites d'Alsace et de Lorraine (S.H.I.A.L.), fondée en 1905, a elle pour objet de rechercher et de conserver tous les monuments, meubles, documents ou vestiges ayant trait à l'histoire des Israélites d'Alsace et de Lorraine et de promouvoir l'étude de cette histoire.

## Patrimoine juif de Meurthe-et-Moselle (54)
| Monument                                                                                       | Commune              | Adresse                                       | Coordonnées                      | Notice         | Protection | Date                                                                  | Illustration |
| ---------------------------------------------------------------------------------------------- | -------------------- | --------------------------------------------- | -------------------------------- | -------------- | --- | --------------------------------------------------------------------- | --- |
| Communauté juive disparue                                                                      | Arnaville            |                                               | à géolocaliser                   |                | |                                                                       | Image manquante Téléverser |
| Synagogue (Communauté juive disparue)                                                          | Baccarat             | rue du Moulin                                 | à géolocaliser                   |                | | Vers 1830 détruite en 1873 et reconstruite en 1877 (détruite).        | Image manquante Téléverser |
| Synagogue [communauté juive disparue]                                                          | Blâmont              | rue du Moulin                                 | à géolocaliser                   |                | | construite en 1844, endommagée en novembre 1944, démolie en 1946-1947 | Image manquante Téléverser |
| Cimetière Israélite                                                                            | Blâmont              | route d'Harbouey                              | 48° 35′ 11″ nord, 6° 50′ 48″ est |                | |                                                                       | Cimetière Israélite |
| Centre de détention                                                                            | Écrouves             |                                               | 48° 40′ 52″ nord, 5° 51′ 04″ est |                | |                                                                       | Centre de détention |
| Synagogue                                                                                      | Einville-au-Jard     | Quartier du château                           | à géolocaliser                   |                | |                                                                       | Synagogue |
| Synagogue                                                                                      | Herbéviller          |                                               | à géolocaliser                   |                | |                                                                       | Image manquante Téléverser |
| Cimetière juif                                                                                 | Herbéviller          |                                               | à géolocaliser                   |                | |                                                                       | Image manquante Téléverser |
| Cimetière juif détruit                                                                         | Laxou                | à l'ouest de la rue du Pressoir               | à géolocaliser                   |                | |                                                                       | Image manquante Téléverser |
|                                                                                                | Longwy               |                                               | à géolocaliser                   |                | |                                                                       | Image manquante Téléverser |
| Synagogue de Lunéville                                                                         | Lunéville            | 5 rue Castara                                 | 48° 35′ 28″ nord, 6° 29′ 28″ est | « PA00106084 » | classée, Voir aussi : Notice no IA00121600, sur la plateforme ouverte du patrimoine, base Mérimée, ministère français de la Culture | 1785 ; 1870                                                           | Synagogue de LunévilleHenry Schumann, « Lunéville », dans Mémoire des communautés juives de Meurthe et Moselle, Meuse et Vosges, Metz, Éditions Serpenoise, 2003 (ISBN 2-87692-585-0, lire en ligne). |
| Cimetière Israélite                                                                            | Lunéville            | rue François Richard - rue Alfred Lévy        | à géolocaliser                   | « IA00121601 » | | 4e quart XVIIIe siècle ; XIXe siècle ; XXe siècle                     | Cimetière Israélite |
| Synagogue de Nancy et communauté juive                                                         | Nancy                | 17 boulevard Joffre                           | 48° 41′ 16″ nord, 6° 10′ 44″ est | « PA00106319 » | inscrite. Voir aussi : Orgue Roethinger (1948)                                                                                      | 1787 ; 1841 ; 1861 ; 1935                                             | Synagogue de Nancy et communauté juive« Nancy », sur judaisme-alsalor.fr. |
| Oratoire des immigrés ashkénazes                                                               | Nancy                |                                               | à géolocaliser                   |                | |                                                                       | Image manquante Téléverser |
| Musée (2 salles d’objets juifs)                                                                | Nancy                |                                               | à géolocaliser                   |                | |                                                                       | Image manquante Téléverser |
| Cimetière israélite de Nancy                                                                   | Nancy                | avenue de Boufflers                           | 48° 41′ 20″ nord, 6° 09′ 48″ est |                | |                                                                       | Cimetière israélite de Nancy |
| Synagogue détruite. Voir : Fonds d’archives historiques de la Communauté juive de Nancy        | Parroy               |                                               | à géolocaliser                   |                | |                                                                       | Image manquante Téléverser |
| Synagogue aliénée                                                                              | Pont-à-Mousson       | rue Charles-Lepois                            | 48° 54′ 02″ nord, 6° 03′ 23″ est | « PA54000081 » | | construite en 1830                                                    | Synagogue aliénée |
| Cimetière israélite                                                                            | Pont-à-Mousson       | rue Robert Blum                               | à géolocaliser                   |                | |                                                                       | Cimetière israélite |
| Synagogue aliénée. Voir : Fonds d’archives historiques de la Communauté juive de Nancy         | Rosières-aux-Salines |                                               | à géolocaliser                   |                | |                                                                       | Image manquante Téléverser |
| Communauté juive disparue. Voir : Fonds d’archives historiques de la Communauté juive de Nancy | Thiaucourt           |                                               | à géolocaliser                   |                | |                                                                       | Image manquante Téléverser |
| Synagogue de Toul                                                                              | Toul                 | 15 rue de la Halle. Consistoire 4 rue navarin | à géolocaliser                   | « PA54000005 » | inscrite | 1812 ; 1862 ; 1869                                                    | Synagogue de Toul |
| Cimetière israélite                                                                            | Toul                 | rue de Briffoux                               | à géolocaliser                   |                | |                                                                       | Cimetière israélite |

## Patrimoine juif de la Meuse (55)
| Monument                                                                                      | Commune                     | Adresse                                             | Coordonnées                      | Notice         | Protection | Date                     | Illustration                  |
| --------------------------------------------------------------------------------------------- | --------------------------- | --------------------------------------------------- | -------------------------------- | -------------- | ---------- | ------------------------ | ----------------------------- |
| Synagogue                                                                                     | Bar-le-Duc                  | Quai Sadi Carnot                                    | à géolocaliser                   |                |            |                          | Synagogue                     |
| Cimetière israélite                                                                           | Bar-le-Duc                  | rue du cimetière Israélite                          | à géolocaliser                   |                |            |                          | Cimetière israélite           |
| Communauté juive disparue                                                                     | Belleville                  |                                                     | à géolocaliser                   |                |            |                          | Image manquante Téléverser    |
| Synagogue aliénée                                                                             | Commercy                    | 1 rue des Juifs                                     | à géolocaliser                   |                |            |                          | Synagogue aliénée             |
| Communauté juive disparue                                                                     | Cousances-les-Forges        |                                                     | à géolocaliser                   |                |            |                          | Image manquante Téléverser    |
| Cimetière israélite                                                                           | Damvillers                  | rue Entre les Deux Chemins                          | à géolocaliser                   |                |            |                          | Cimetière israélite           |
| Monument à la mémoire des combattants israélites tombés au Champ d'honneur entre 1914 et 1918 | Douaumont                   |                                                     | à géolocaliser                   |                |            |                          | Image manquante Téléverser    |
| Communauté juive disparue                                                                     | Dun-sur-Meuse               |                                                     | à géolocaliser                   |                |            |                          | Image manquante Téléverser    |
| Synagogue                                                                                     | Étain                       | rue de Morteau                                      | 49° 12′ 43″ nord, 5° 38′ 00″ est | « IA00036886 » |            | 1er quart XXe siècle     | SynagogueSynagogue d'Etain    |
| Cimetière israélite                                                                           | Étain                       | route de Damvillers                                 | 49° 12′ 53″ nord, 5° 37′ 30″ est |                |            |                          | Cimetière israélite           |
| Communauté juive disparue                                                                     | Gondrecourt-le-Château      |                                                     | à géolocaliser                   |                |            |                          | Image manquante Téléverser    |
| Communauté juive disparue                                                                     | Ligny-en-Barrois            |                                                     | à géolocaliser                   |                |            |                          | Image manquante Téléverser    |
| Communauté juive disparue                                                                     | Mangiennes                  |                                                     | à géolocaliser                   |                |            |                          | Image manquante Téléverser    |
| Communauté juive disparue                                                                     | Mauvages                    |                                                     | à géolocaliser                   |                |            |                          | Image manquante Téléverser    |
| Communauté juive disparue                                                                     | Montmédy                    |                                                     | à géolocaliser                   |                |            |                          | Image manquante Téléverser    |
| Communauté juive disparue                                                                     | Parois                      |                                                     | à géolocaliser                   |                |            |                          | Image manquante Téléverser    |
| Communauté juive disparue                                                                     | Revigny-sur-Ornain          |                                                     | à géolocaliser                   |                |            |                          | Image manquante Téléverser    |
| Synagogue                                                                                     | Saint-Mihiel                | 26 rue des Annonciades                              | 48° 53′ 34″ nord, 5° 32′ 33″ est | « IA55000133 » |            | 1866                     | Synagogue                     |
| Cimetière israélite                                                                           | Saint-Mihiel                | rue Pierre de Coubertin ; rue de la Côte de Bar     | à géolocaliser                   | « IA55000180 » |            | 1852                     | Cimetière israélite           |
| Communauté juive disparue                                                                     | Silmont                     |                                                     | à géolocaliser                   |                |            |                          | Image manquante Téléverser    |
| Communauté juive disparue                                                                     | Stenay                      |                                                     | à géolocaliser                   |                |            |                          | Image manquante Téléverser    |
| Communauté juive disparue                                                                     | Thierville-sur-Meuse        |                                                     | à géolocaliser                   |                |            |                          | Image manquante Téléverser    |
| Synagogue disparue.                                                                           | Vaucouleurs                 |                                                     | 48° 36′ 34″ nord, 5° 40′ 00″ est | « IA00121076 » |            | construite en 1860       | Image manquante Téléverser    |
| Cimetière juif de Vaucouleurs                                                                 | Vaucouleurs                 | rue de Tusey                                        | 48° 36′ 34″ nord, 5° 40′ 00″ est | « IA00121076 » |            | XIXe siècle ; XXe siècle | Cimetière juif de Vaucouleurs |
| Synagogue                                                                                     | Verdun                      | 1 impasse des Jacobins ; 13 rue des Frères-Boulhaut | à géolocaliser                   | « PA00106670 » | classée    | 1870 ; 1873              | Synagogue                     |
| Cimetière israélite                                                                           | Verdun                      | avenue du Commandant Raynal                         | à géolocaliser                   |                |            |                          | Cimetière israélite           |
| Communauté juive disparue                                                                     | Vigneulles-lès-Hattonchâtel |                                                     | à géolocaliser                   |                |            |                          | Image manquante Téléverser    |

## Patrimoine juif de Moselle (57)
| Monument                                                                         | Commune             | Adresse | Coordonnées                      | Notice         | Protection                           | Date                                            | Illustration |
| -------------------------------------------------------------------------------- | ------------------- | --- | -------------------------------- | -------------- | ------------------------------------ | ----------------------------------------------- | --- |
| Synagogue détruite vers 1914                                                     | Augny               | 12-14 rue de Fey                                                                                            | à géolocaliser                   |                |                                      |                                                 | Image manquante Téléverser |
| Cimetière israélite                                                              | Augny               | ruelle du cimetière des juifs                                                                               | à géolocaliser                   |                |                                      | construit en 1850                               | Cimetière israélite |
| Synagogue détruite                                                               | Bacourt             | | à géolocaliser                   |                |                                      | avant 1838                                      | Image manquante Téléverser |
| Synagogue reste de fondation                                                     | Baudrecourt         | | à géolocaliser                   |                |                                      |                                                 | Image manquante Téléverser |
| Synagogue détruite en 1942                                                       | Bionville-sur-Nied  | place Marcel Halphen                                                                                        | à géolocaliser                   |                |                                      | construite vers 1640                            | Synagogue détruite en 1942Bionville-sur-Nied, par Jean-Bernard Lang, page réalisée avec le concours de Pascal Faustini |
| Cimetière israélite                                                              | Bionville-sur-Nied  | rue des Bois                                                                                                | à géolocaliser                   |                |                                      | construit en 1640                               | Cimetière israélite |
| Synagogue de Bitche aménagée dans une maison de 1850,                            | Bitche              | 28 rue de Sarreguemines                                                                                     | à géolocaliser                   | « IA00037793 » |                                      | vers 1890                                       | Synagogue de Bitche aménagée dans une maison de 1850Bitche, Le judaïsme au pays de Bitche : naissance, développement puis déclin de la communauté, texte et photographies : Olivier Jarry,Maison synagogue |
| Synagogue aliénée en 1931                                                        | Bliesbruck          | | à géolocaliser                   |                |                                      | construite en 1752                              | Image manquante Téléverser |
| Synagogue                                                                        | Boulay-Moselle      | première rue des Juifs, deuxième rue Brûlée                                                                 | à géolocaliser                   |                |                                      | première 1730 seconde 1854, troisième 1952/1955 | SynagogueBoulay, par Jean-Bernard Lang, page réalisée avec le concours de Pascal Faustini |
| Cimetière israélite                                                              | Boulay-Moselle      | rue des Grognards                                                                                           | à géolocaliser                   |                |                                      | premier 1721, autour de l'église, second 1725.  | Cimetière israélite |
| Cimetière israélite                                                              | Boulay-Moselle      | rue Général Newinger                                                                                        | à géolocaliser                   |                |                                      | construit en 1930                               | Cimetière israélite |
| Synagogue abandonnée avant 1914                                                  | Bourscheid,         | | à géolocaliser                   |                |                                      | construite en 1838                              | Image manquante Téléverser |
| Synagogue détruite en 1942                                                       | Bouzonville         | rue des Résistants                                                                                          | à géolocaliser                   |                |                                      | première 1805, seconde 1850, nouvelle 1960      | Synagogue détruite en 1942Bouzon, Vaudreching, Tromborn, par Jean-Bernard Lang, page réalisée avec le concours de Pascal Faustini |
| Cimetière israélite                                                              | Bouzonville         | rue d'Alzing                                                                                                | à géolocaliser                   |                |                                      | construit en 1726                               | Cimetière israélite |
| Synagogue aliénée                                                                | Buding              | route d'Inglange                                                                                            | à géolocaliser                   | « IA00038137 » |                                      | construite en 1757                              | Synagogue aliénée |
| Synagogue aliénée                                                                | Cattenom,Sentzich   | 4 rue de la Synagogue                                                                                       | à géolocaliser                   | « IA00053174 » |                                      | construite en 1854                              | Synagogue aliénée |
| Synagogue détruite en 1942                                                       | Château-Salins      | rue de Strasbourg                                                                                           | à géolocaliser                   |                |                                      | construite en 1845                              | Synagogue détruite en 1942La synagogue de Vic et la communauté Juive du Saulnois: Diaporama |
| Synagogue aliénée, remplace un oratoire de 1930                                  | Clouange            | rue Jean Burger                                                                                             | à géolocaliser                   |                |                                      | construite en 1960                              | Synagogue aliénée, remplace un oratoire de 1930 |
| Synagogue détruite en 1962                                                       | Courcelles-Chaussy  | rue du Maréchal Leclerc                                                                                     | à géolocaliser                   |                |                                      | construite en 1826                              | Synagogue détruite en 1962 |
| Cimetière israélite                                                              | Courcelles-Chaussy  | rue du Maréchal Leclerc                                                                                     | à géolocaliser                   |                |                                      | construit en 1842                               | Cimetière israélite |
| Synagogue abandonnée en 1926                                                     | Créhange            | | à géolocaliser                   |                |                                      | construite en 1756                              | Image manquante Téléverser |
| Cimetière israélite                                                              | Créhange            | rue de Puttlingen                                                                                           | à géolocaliser                   |                |                                      | construit en 1688                               | Cimetière israélite |
| Synagogue détruite en 1942, restaurée à l'identique                              | Delme               | 31 rue Raymond-Poincaré                                                                                     | à géolocaliser                   | « PA00106751 » | inscrite                             | première 1819 ; seconde 1880                    | Synagogue détruite en 1942, restaurée à l'identiquepar Henry Schumann, Extrait de Mémoire des communautés juives de Moselle. Delme, Donjeux, Puzieux, par Jean-Bernard Lang, page réalisée avec le concours de Pascal Faustini                                                                                    |
| Cimetière israélite                                                              | Delme               | chemin de la Piscine                                                                                        | à géolocaliser                   |                |                                      | construit en 1800                               | Cimetière israélite |
| Cimetière israélite                                                              | Delme               | rue Clemenceau                                                                                              | à géolocaliser                   |                |                                      | construit en 1861                               | Cimetière israélite |
| Salle de prière                                                                  | Denting             | | à géolocaliser                   |                |                                      | construite en 1789                              | Image manquante Téléverser |
| Cimetière israélite                                                              | Denting             | rue Principale                                                                                              | à géolocaliser                   |                |                                      | antérieur à 1789                                | Cimetière israélite |
| Synagogue détruite en 1942                                                       | Dieuze              | avenue Foch                                                                                                 | à géolocaliser                   |                |                                      | première 1907, nouvelle 1955                    | Synagogue détruite en 1942Dieuze, Gélucourt, Vergaville, Kerprich, Bourgaltroff, Domnon, par Jean-Bernard Lang, page réalisée avec le concours de Pascal Faustini |
| Cimetière israélite                                                              | Dieuze              | chemin du Calvaire                                                                                          | à géolocaliser                   |                |                                      | construit en 1889                               | Cimetière israélite |
| Communauté juive disparue                                                        | Donnelay            | | à géolocaliser                   |                |                                      |                                                 | Image manquante Téléverser |
| Synagogue aliénée                                                                | Ennery              | 7 rue des Jardins                                                                                           | à géolocaliser                   | « PA00106757 » | inscrite                             | construite en 1819 ; 1938                       | Synagogue aliénéeLa synagogue d'Ennery, par Claire Decomps, Conservateur du Patrimoine / Conseil Régional de Lorraine et Henry Schumann, Service régional de l'Inventaire du Patrimoine culturel. Extrait de Liaisons n°25 - septembre 2007, avec l'aimable autorisations des auteurs, Clichés par Claire Decomps |
| Cimetière israélite                                                              | Ennery              | route de Flévy                                                                                              | à géolocaliser                   |                |                                      | construit en 1830                               | Cimetière israélite |
| Synagogue détruite en 1914, aliénée en 1922                                      | Erstroff            | | à géolocaliser                   |                |                                      | construite en 1820                              | Image manquante Téléverser |
| Synagogue                                                                        | Faulquemont         | rue Metz (ancienne), avenue André Viaud (nouvelle)                                                          | à géolocaliser                   |                |                                      | première 1900, nouvelle 1960/1962               | Synagogue |
| Synagogue abandonnée en 1948                                                     | Fénétrange          | rue du Vieux Pensionnat                                                                                     | à géolocaliser                   |                |                                      | construite en 1866                              | Synagogue abandonnée en 1948Fenestrange, Mittersheim, Niederstinzel, Postroff, par Jean-Bernard Lang, page réalisée avec le concours de Pascal Faustini |
| Cimetière israélite                                                              | Fénétrange          | prolongement rue des remparts                                                                               | à géolocaliser                   |                |                                      | Cimetière XVIIIe siècle                         | Cimetière israélite |
| Cimetière israélite                                                              | Flévy Chelaincourt  | route de Vigy                                                                                               | à géolocaliser                   |                |                                      | Fin XVIe siècle                                 | Cimetière israélite |
| Synagogue endommagée, reconstruite à l'identique                                 | Forbach             | rue Saint-Rémi                                                                                              | à géolocaliser                   |                |                                      | construite en 1835                              | Synagogue endommagée, reconstruite à l'identiqueForbach, par Jean-Bernard Lang, page réalisée avec le concours de Pascal Faustini |
| Cimetière israélite                                                              | Forbach             | rue Henri Kaufmann                                                                                          | à géolocaliser                   |                |                                      | construit vers 1800                             | Cimetière israélite |
| Cimetière juif                                                                   | Frauenberg          | rue de l'Église                                                                                             | à géolocaliser                   |                |                                      | construit vers 1720                             | Cimetière juifLe cimetière juif de Frauenberg, par Mathieu Cahn, Série A1, Lycée Jean de Pange, Sarreguemines - Session 92/93 |
| Synagogue détruite en 1942                                                       | Freistroff          | | à géolocaliser                   |                |                                      |                                                 | Image manquante Téléverser |
| Synagogue de Freyming-Merlebach aliénée                                          | Freyming            | | à géolocaliser                   |                |                                      | construite XVIIIe siècle                        | Image manquante Téléverser |
| Synagogue de Freyming-Merlebach                                                  | Merlebach           | rue Saint-Nicolas                                                                                           | à géolocaliser                   |                |                                      | construite en 1961 à Merlebach                  | Synagogue de Freyming-Merlebach |
| Cimetière israélite                                                              | Merlebach           | rue des Vosges                                                                                              | à géolocaliser                   |                |                                      | carré au cimetière municipal depuis 1945        | Cimetière israélite |
| Fontaine-Lavoir qui porte le nom de Raphaël Levy, martyr juif de Boulay          | Glatigny (Moselle)  | | à géolocaliser                   |                |                                      |                                                 | Image manquante Téléverser |
| Synagogue abandonnée avant 1914                                                  | Gosselming          | rue des Lauriers                                                                                            | à géolocaliser                   |                |                                      | construite en 1802                              | Synagogue abandonnée avant 1914 |
| Synagogue                                                                        | Grosbliederstroff   | rue des Fermes                                                                                              | à géolocaliser                   |                |                                      | construite en 1835                              | SynagogueLa synagogue de Grosbliederstroff, par Claire Decomp, Conservateur du Patrimoine / Conseil Régional de Lorraine, Extrait de LIAISONS n°25 - septembre 2007, avec l'aimable autorisations de l'auteur |
| Cimetière israélite                                                              | Grosbliederstroff   | rue du Stade                                                                                                | à géolocaliser                   |                |                                      | construit en 1885                               | Cimetière israélite |
| Synagogue désaffectée                                                            | Hagondange          | rue Henri Hoffmann                                                                                          | à géolocaliser                   |                |                                      | construite en 1952                              | Synagogue désaffectée |
| Cimetière israélite                                                              | Hagondange          | rue du cimetière                                                                                            | à géolocaliser                   |                |                                      | carré au cimetière municipal depuis 1970        | Cimetière israélite |
| Synagogue                                                                        | Hayange             | rue de Verdun                                                                                               | à géolocaliser                   |                |                                      | première construite en 1861, nouvelle 1957      | SynagogueHayange. Extrait de Histoire des Juifs en Moselle, Claude Rosenfeld et Jean-Bernard Lang, Editions Serpenoise 2001 |
| Cimetière israélite                                                              | Hayange             | rue du général De Gaulle                                                                                    | à géolocaliser                   |                |                                      | construit en 1866                               | Cimetière israélite |
| Cimetière israélite                                                              | Hayange             | rue Louise Michel                                                                                           | à géolocaliser                   |                |                                      | construit en 1953                               | Cimetière israélite |
| Synagogue détruite                                                               | Hellering           | 27/29 rue Principale                                                                                        | à géolocaliser                   |                |                                      | XVIIIe siècle                                   | Synagogue détruite |
| Cimetière israélite                                                              | Hellering           | rue des Carrières                                                                                           | à géolocaliser                   |                |                                      | 1756                                            | Cimetière israélite |
| Synagogue détruite en 1942 avec plaque commémorative                             | Hellimer            | rue de l'École                                                                                              | à géolocaliser                   |                |                                      | construite en 1822                              | Synagogue détruite en 1942 avec plaque commémorativeGénéalogie et histoire : éléments de la vie quotidienne des Juifs d’une communauté rurale : l’exemple de Hellimer en Moselle, par Pascal Faustini |
| Cimetière israélite                                                              | Hellimer            | rue Kirchweg                                                                                                | à géolocaliser                   |                |                                      | construit en 1786                               | Cimetière israélite |
| Synagogue détruite                                                               | Hettange-Grande     | entre le 6 et 10 rue du 12 Septembre 1944                                                                   | à géolocaliser                   |                |                                      |                                                 | Image manquante Téléverser |
| Synagogue aliénée                                                                | Imling              | rue de l'Église                                                                                             | à géolocaliser                   |                |                                      | construite en 1846                              | Synagogue aliénéeImling, par Jean-Bernard Lang, page réalisée avec le concours de Pascal Faustini |
| Synagogue détruite en 1989, avec plaque commémorative                            | Insming             | rue de la Synagogue                                                                                         | à géolocaliser                   |                |                                      | construite en 1843                              | Synagogue détruite en 1989, avec plaque commémorativeInsming, Francaltroff, Grening, Rening, Saint-Jean-Rohrbach, par Jean-Bernard Lang, page réalisée avec le concours de Pascal Faustini |
| Synagogue aliénée en 1942, transformée en habitation.                            | Kœnigsmacker        | rue de Thionville                                                                                           | à géolocaliser                   |                |                                      | construite en 1750                              | Image manquante Téléverser |
| Synagogue abandonnée avant 1914                                                  | Langatte            | | à géolocaliser                   |                |                                      |                                                 | Image manquante Téléverser |
| Synagogue détruite vers 1914                                                     | Les Étangs          | rue de la Vignotte                                                                                          | à géolocaliser                   |                |                                      | construite en 1854, démolie en 1914             | Image manquante Téléverser |
| Salle de prière abandonnée fin XIXe siècle                                       | Lhor                | | à géolocaliser                   |                |                                      |                                                 | Image manquante Téléverser |
| Synagogue endommagée en 1942 aujourd'hui habitation.                             | Liocourt            | rue des Vignes                                                                                              | à géolocaliser                   |                |                                      | construite en 1831                              | Synagogue endommagée en 1942 aujourd'hui habitation. |
| Synagogue aliénée en 1995                                                        | Lixheim             | rue de la Synagogue                                                                                         | à géolocaliser                   |                |                                      | première 1778, seconde 1862, nouvelle 1962/1963 | Synagogue aliénée en 1995Lixheim, par Jean-Bernard Lang, page réalisée avec le concours de Pascal Faustini |
| Cimetière israélite                                                              | Lixheim             | Grand-Rue                                                                                                   | à géolocaliser                   |                |                                      | construit en 1783                               | Cimetière israélite |
| Synagogue détruite en 1914                                                       | Louvigny            | rue du Marronnier                                                                                           | à géolocaliser                   |                |                                      | construite en 1825                              | Image manquante Téléverser |
| Cimetière israélite                                                              | Louvigny            | rue Maréchal Foch                                                                                           | à géolocaliser                   |                |                                      | construit en 1797                               | Cimetière israélite |
| Synagogue endommagée en 1942 et aliénée                                          | Luttange            | rue Saint-Pierre                                                                                            | à géolocaliser                   |                |                                      | construite en 1786                              | Synagogue endommagée en 1942 et aliénée |
| Synagogue endommagée en 1942 et aliénée                                          | Maizières-lès-Vic   | située à l'écart Grand-Rue                                                                                  | à géolocaliser                   | « PA57000033 » | inscrite                             | construite en 1868                              | Synagogue endommagée en 1942 et aliénéeLa synagogue de Maizières-lès-Vic, par Claire Decomps, Conservateur du patrimoine, Conseil régional de Lorraine / service régional de l'Inventaire général du patrimoine culturel                                                                                          |
| Cimetière israélite abandonné sur le ban de Pouilly (Moselle)                    | Marly               | lieu dit La Crouyotte                                                                                       | à géolocaliser                   |                |                                      | construit en 1790                               | Image manquante Téléverser |
| Cimetière israélite                                                              | Metting             | contrebas lotissement Rebberg                                                                               | à géolocaliser                   |                |                                      | construit en 1870                               | Cimetière israélite |
| Synagogue de Metz et Communauté juive                                            | Metz                | la première synagogue de Metz rue de l'enfer daterait du XIe siècle.la deuxième 39 rue du Rabbin-Elie-Bloch | 49° 07′ 24″ nord, 6° 10′ 50″ est | « PA00106918 » | inscrite. Voir aussi : Orgue de 1897 | 1847 ; 1850                                     | Synagogue de Metz et Communauté juive |
| Synagogue de Metz                                                                | Metz                | 2 rue Paul Michaux                                                                                          | à géolocaliser                   |                | voir aussi:                          |                                                 | Image manquante Téléverser |
| Cimetière israélite                                                              | Metz                | avenue de Blida                                                                                             | à géolocaliser                   |                |                                      | 1873                                            | Cimetière israélite |
| Maison funéraire                                                                 | Metz                | avenue de Blida                                                                                             | à géolocaliser                   |                |                                      |                                                 | Maison funéraire |
| premier cimetière israélite                                                      | Metz                | avenue de Blida                                                                                             | à géolocaliser                   |                |                                      | XVIIe siècle                                    | premier cimetière israélite |
| Synagogue endommagée en 1942 et aliénée                                          | Metzervisse         | Grand-Rue                                                                                                   | à géolocaliser                   |                |                                      | construite en 1748                              | Synagogue endommagée en 1942 et aliénéeLa communauté juive à Metzervisse, par Jacky Klejser. Extrait de Chroniques deVie et Culture n°34, Printemps 2004 ; n° 35 Automne 2004 |
| Cimetière juif                                                                   | Metzervisse         | route de Volstroff                                                                                          | à géolocaliser                   | « IA00038318 » |                                      | XIXe siècle                                     | Cimetière juifRelevé des tombes du cimetière juif |
| Mikvé                                                                            | Metzervisse         | Grand-Rue                                                                                                   | à géolocaliser                   |                |                                      |                                                 | Mikvé |
| Synagogue abandonnée avant 1914, bâtiment désaffecté.                            | Mittelbronn         | place de l'Église                                                                                           | à géolocaliser                   |                |                                      | construite en 1775                              | Synagogue abandonnée avant 1914, bâtiment désaffecté. |
| Synagogue détruite en 1942                                                       | Monneren            | | à géolocaliser                   |                |                                      | construite en 1854                              | Image manquante Téléverser |
| Synagogue détruite en 1942                                                       | Montenach           | | à géolocaliser                   |                |                                      | avant 1838                                      | Image manquante Téléverser |
| Synagogue aliénée en 1923 puis détruite                                          | Montigny-les-Metz   | 134 rue de Pont à Mousson                                                                                   | à géolocaliser                   |                |                                      | fonctionne à partir de 1847                     | Image manquante Téléverser |
| Synagogue détruite en 1942                                                       | Morhange            | rue de l'Église                                                                                             | à géolocaliser                   |                |                                      | construite en 1864, avec plaque commemorative   | Synagogue détruite en 1942Morhange, par Jean-Bernard Lang, page réalisée avec le concours de Pascal Faustini |
| Synagogue détruite en 1942                                                       | Morhange            | rue de l'Église                                                                                             | à géolocaliser                   |                |                                      | construite en 1864                              | Synagogue détruite en 1942 |
| Cimetière israélite                                                              | Morhange            | rue des Jardins                                                                                             | à géolocaliser                   |                |                                      | première partie du XVIIIe siècle                | Cimetière israélite |
| Salle de prière au château Fabert                                                | Moulins-lès-Metz    | rue Fabert                                                                                                  | à géolocaliser                   |                |                                      |                                                 | Salle de prière au château Fabert |
| Cimetière israélite                                                              | Moyeuvre-Grande     | route de Jœuf                                                                                               | à géolocaliser                   |                |                                      | construit en 1912                               | Cimetière israélite |
| Synagogue détruite avant 1914                                                    | Nelling             | | à géolocaliser                   |                |                                      | construite en 1854                              | Image manquante Téléverser |
| Synagogue détruite en 1942 et aliénée                                            | Niedervisse         | | à géolocaliser                   |                |                                      | construite en 1780                              | Image manquante Téléverser |
| Cimetière israélite                                                              | Niedervisse         | rue Principale                                                                                              | à géolocaliser                   |                |                                      | fin XVIIIe siècle                               | Cimetière israélite |
| Synagogue                                                                        | Phalsbourg          | 16 rue Alexandre-Weil                                                                                       | à géolocaliser                   | « PA57000005 » | inscrite                             | première 1730, seconde 1772, troisième 1857     | SynagoguePhalsbourg, par Antoine Schrub, Conservateur du Musée de Phalsbourg. Extrait de la brochure éditée pour la Journée Européenne de la Culture Juive 2000 |
| Cimetière israélite                                                              | Phalsbourg          | chemin du Brunnenthal                                                                                       | à géolocaliser                   | « PA57000006 » | inscrit                              | construit en 1796                               | Cimetière israélite |
| Synagogue détruite en 1919                                                       | Pontpierre          | | à géolocaliser                   |                |                                      | première 1789, seconde 1850                     | Image manquante Téléverser |
| Synagogue détruite en 1942                                                       | Puttelange-aux-Lacs | intersection rue Longue, rue de Nancy                                                                       | à géolocaliser                   |                |                                      | première 1736, seconde 1867                     | Synagogue détruite en 1942Puttelange-aux-Lacs, par Jean-Bernard Lang, page réalisée avec le concours de Pascal Faustini, Reportage photographique : Pierre Jacquot |
| Cimetière israélite                                                              | Puttelange-aux-Lacs | rue Mozart                                                                                                  | à géolocaliser                   |                |                                      | construit en 1854                               | Cimetière israélite |
| Synagogue détruite en 1942                                                       | Rémilly             | elle se situait rue Auguste Rolland                                                                         | à géolocaliser                   |                |                                      | construite en 1885                              | Synagogue détruite en 1942 |
| Synagogue                                                                        | Rouhling            | | à géolocaliser                   |                |                                      |                                                 | Image manquante Téléverser |
| Cimetière israélite                                                              | Rouhling            | rue du Vignoble                                                                                             | à géolocaliser                   |                |                                      | fin XVIIIe siècle                               | Cimetière israélite |
| Synagogue de Saint-Avold                                                         | Saint-Avold         | la première rue des Anges, l'actuelle, angle rue Mertzelle/ rue des Américains                              | à géolocaliser                   |                |                                      | première 1825, nouvelle 1956                    | Synagogue de Saint-AvoldSaint-Avold, par Jean-Bernard Lang, page réalisée avec le concours de Pascal Faustini |
| Cimetière israélite                                                              | Saint-Avold         | rue du Cimetière                                                                                            | à géolocaliser                   | « IA57002103 » |                                      | construit en 1902                               | Cimetière israélite |
| Cimetière israélite carré à la nécropole militaire                               | Saint-Avold         | Avenue fayetteville                                                                                         | à géolocaliser                   | « IA57002103 » |                                      |                                                 | Image manquante Téléverser |
| Synagogue                                                                        | Sarrebourg          | 12 rue du Sauvage                                                                                           | à géolocaliser                   | « PA00106999 » | inscrite                             | première 1802, seconde 1846                     | SynagogueSarrebourg, par Jean-Bernard Lang, page réalisée avec le concours de Pascal Faustini |
| Cimetière israélite                                                              | Sarrebourg          | route de Buhl                                                                                               | à géolocaliser                   |                |                                      | construit en 1889                               | Cimetière israélite |
| Cimetière israélite carré à la nécropole militaire                               | Sarrebourg          | route de Buhl                                                                                               | à géolocaliser                   |                |                                      |                                                 | Image manquante Téléverser |
| Synagogue détruite en 1942                                                       | Sarreguemines       | rue de la Chapelle                                                                                          | à géolocaliser                   |                |                                      | première 1755, seconde 1860                     | Synagogue détruite en 1942Les juifs dans la région de Sarreguemines, Ce dossier a été réalisé par Jean CAHN de Sarreguemines, par Robert WEIL, professeur au Lycée de Sarreguemines. Ce texte est paru dans L'arrondissement de Sarreguemines de Joseph Rohr                                                      |
| Synagogue                                                                        | Sarreguemines       | rue Georges V                                                                                               | à géolocaliser                   |                |                                      | construite 1962                                 | Synagogue |
| Cimetière israélite                                                              | Sarreguemines       | rue des Bosquets                                                                                            | à géolocaliser                   |                |                                      | construit en 1901                               | Cimetière israélite |
| Synagogue aliénée                                                                | Schalbach           | rue des Juifs                                                                                               | à géolocaliser                   |                |                                      | construite en 1802                              | Synagogue aliénée |
| Cimetière israélite                                                              | Schalbach           | rue des Juifs                                                                                               | à géolocaliser                   |                |                                      | construit vers 1850                             | Cimetière israélite |
| Synagogue détruite en 1940                                                       | Sierck-les-Bains    | rue des Juifs actuellement passage de l'ancienne synagogue                                                  | à géolocaliser                   |                |                                      | vers 1850                                       | Synagogue détruite en 1940Sierck-les-Bains, par Jean-Bernard Lang, page réalisée avec le concours de Pascal Faustini |
| Cimetière israélite                                                              | Sierck-les-Bains    | fossés autour du château                                                                                    | à géolocaliser                   |                |                                      | premier 1620                                    | Image manquante Téléverser |
| Cimetière israélite                                                              | Sierck-les-Bains    | rue du Cardinal Billot                                                                                      | à géolocaliser                   | « IA00037543 » |                                      | second 1720                                     | Cimetière israélite |
| Cimetière israélite                                                              | Sierck-les-Bains    | rue du Cardinal Billot                                                                                      | à géolocaliser                   |                |                                      | construit en 1820                               | Cimetière israélite |
| Synagogue                                                                        | Thionville          | première rue de la Poterne, deuxième et troisième 31 avenue Clemenceau                                      | à géolocaliser                   | « IA57000163 » |                                      | première 1805 ; deuxième 1882 ; troisième 1956  | Synagogue Thionville, par Jean-Bernard Lang, page réalisée avec le concours de Pascal Faustini |
| Cimetière israélite                                                              | Thionville          | rue du cimetière                                                                                            | à géolocaliser                   |                |                                      | nouveau 1947                                    | Cimetière israélite |
| Maison funéraire                                                                 | Thionville          | rue du cimetière                                                                                            | à géolocaliser                   |                |                                      |                                                 | Maison funéraire |
| Monument devant le cimetière israélite                                           | Thionville          | rue du cimetière                                                                                            | à géolocaliser                   |                |                                      |                                                 | Monument devant le cimetière israélite |
| Synagogue abandonnée vers 1914                                                   | Tragny              | rue de la Mairie                                                                                            | à géolocaliser                   |                |                                      | construite en 1856                              | Synagogue abandonnée vers 1914Tragny, par Jean-Bernard Lang, page réalisée avec le concours de Pascal Faustini |
| Cimetière israélite sur le ban de Thimonville                                    | Tragny              | prolongement rue Principale                                                                                 | à géolocaliser                   |                |                                      | construit en 1864                               | Cimetière israélite sur le ban de Thimonville |
| Synagogue détruite en 1942                                                       | Uckange             | rue de Moselle, ancienne rue des Juifs                                                                      | à géolocaliser                   |                |                                      | construite en 1780                              | Image manquante Téléverser |
| Cimetière israélite                                                              | Uckange             | rue des vergers                                                                                             | à géolocaliser                   |                |                                      | construite en 1876                              | Cimetière israélite |
| Synagogue aliénée                                                                | Vantoux             | Rue Jean Julien Barbe                                                                                       | à géolocaliser                   |                |                                      | construit en 1777                               | Synagogue aliénéeVantoux, Mey, Vallières, par Jean-Bernard Lang, page réalisée avec le concours de Pascal Faustini |
| Cimetière israélite                                                              | Vantoux             | chemin de Belle-Croix                                                                                       | à géolocaliser                   |                |                                      | construit en 1736                               | Cimetière israélite |
| Synagogue abandonnée avant 1914                                                  | Vergaville          | | à géolocaliser                   |                |                                      | fin XVIIIe siècle                               | Image manquante Téléverser |
| Synagogue dans une ancienne chapelle, abandonnée avant 1914 aujourd'hui détruite | Vic-sur-Seille      | elle se situait avenue Mesny                                                                                | à géolocaliser                   |                |                                      | rachetée en 1829                                | Image manquante Téléverser |
| Synagogue détruite entre 1940 et 1941                                            | Waldwisse           | rue des Ecoles                                                                                              | à géolocaliser                   | « IA00037437 » |                                      | construite en 1837                              | Synagogue détruite entre 1940 et 1941 |
| Cimetière Israélite                                                              | Waldwisse           | chemin de Zeurange                                                                                          | à géolocaliser                   | « IA00037437 » |                                      | vers 1850                                       | Cimetière Israélite |
| Salle de prière avant 1755, désaffectée en 1863                                  | Welferding          | | à géolocaliser                   |                |                                      |                                                 | Image manquante Téléverser |

## Patrimoine juif des Vosges (88)[96]
| Monument                                                                                            | Commune       | Adresse | Coordonnées    | Notice         | Protection | Date                                                             | Illustration |
| --------------------------------------------------------------------------------------------------- | ------------- | --- | -------------- | -------------- | ---------- | ---------------------------------------------------------------- | --- |
| Synagogue. Voir aussi : Musée Henri-Mathieu                                                         | Bruyères      | rue Jean et Simone Lurcat | à géolocaliser | « PA00107342 » | inscrite   | 1902                                                             | Synagogue. Voir aussi : Musée Henri-Mathieu |
| Cimetière israélite                                                                                 | Bruyères      | rue de l'Avison | à géolocaliser |                |            |                                                                  | Cimetière israélite |
| Synagogue disparue.                                                                                 | Charmes       | | à géolocaliser |                |            | construite en 1864                                               | Image manquante Téléverser |
| Synagogue                                                                                           | Épinal        | 9 rue Charlet | à géolocaliser |                |            |                                                                  | Synagogue |
| Cimetière israélite                                                                                 | Épinal        | rue Emile Zola | à géolocaliser |                |            |                                                                  | Cimetière israélite |
| Synagogue disparue Communauté juive disparue                                                        | Gérardmer     | | à géolocaliser |                |            |                                                                  | Image manquante Téléverser |
| Cimetière israélite,                                                                                | Gérardmer     | Boulevard d'Alsace | à géolocaliser |                |            |                                                                  | Image manquante Téléverser |
| Synagogue                                                                                           | Lamarche      | | à géolocaliser |                |            |                                                                  | Image manquante Téléverser |
| Cimetière israélite                                                                                 | Lamarche      | rue de la Romaine | à géolocaliser |                |            | 1849                                                             | Cimetière israéliteBEAUGRAND, Alain. Le cimetière juif de Lamarche. La revue lorraine populaire, avril 2002, n°165, p. 17-19 : ill., carte |
| Synagogue                                                                                           | Mirecourt     | rue Vuillaume | à géolocaliser |                |            |                                                                  | Image manquante Téléverser |
| Synagogue détruite                                                                                  | Neufchâteau   | | à géolocaliser |                |            | construite en 1805                                               | Image manquante Téléverser |
| Cimetière israélite                                                                                 | Neufchâteau   | rue de la Paix | à géolocaliser |                |            |                                                                  | Cimetière israélite |
| Synagogue disparue                                                                                  | Rambervillers | Place du Void Régnier | à géolocaliser |                |            |                                                                  | Image manquante Téléverser |
| Cimetière israélite                                                                                 | Rambervillers | Faubourg de la Chipotte | à géolocaliser |                |            |                                                                  | Cimetière israéliteJournées européennes du patrimoine 20 et 21 septembre 2014 en Lorraine Patrimoine culturel — Patrimoine naturel : Circuit sur les Traces de la Communauté Juive de Rambervillers |
| Synagogue détruite Communauté juive disparue, Mémoire des rues de Raon                              | Raon-l'Étape  | première Quaie de la Victoire, deuxième ex-rue du Temple, actuelle rue Ville de Lorient), au lieu-dit « les jardins du Paquis » | à géolocaliser |                |            | première jusqu'en 1849, deuxième construite en 1850,démolie 1949 | Image manquante Téléverser |
| Cimetière israélite                                                                                 | Raon-l'Étape  | rue Aristide Briand | à géolocaliser |                |            | 1861                                                             | Cimetière israélite |
| Synagogue détruite,                                                                                 | Remiremont    | intersection rue De Gaulle et Avenue Julien Méline.                                                                             | à géolocaliser |                |            | 1884                                                             | Synagogue détruiteLa synagogue de Remiremont,Remiremont, par Gilles Grivel, professeur d'histoire au lycée Jean-Lurçat de Bruyères, président de l'association Daniel-Osiris pour la sauvegarde de l'ancienne synagogue de Bruyères                                                                                           |
| Cimetière juif, qui accueille également les défunts des familles du Thillot et de Bains les Bains , | Remiremont    | Chemin du cimetière Israélite                                                                                                   | à géolocaliser |                |            | construit en 1837                                                | Cimetière juif, qui accueille également les défunts des familles du Thillot et de Bains les Bains Jusqu’à l’annexion, Remiremont abritait la plus grande communauté du département des Vosges (sources : Massif des Vosges, p. 41, Magazine n°47 juin-juillet 2013, Editeur « Groupe l’Alsace »),Cimetière juif de Remiremont |
| Synagogue                                                                                           | Saint-Dié     | rue de l'Évêché | à géolocaliser |                |            | première 1862,nouvelle 1963                                      | Synagogue |
| Cimetière israélite                                                                                 | Saint-Dié     | chemin de la côte calot | à géolocaliser |                |            |                                                                  | Cimetière israélite |
| Tombe du rabbin Abraham Bloch                                                                       | Saint-Dié     | cimetière de la rive droite | à géolocaliser |                |            |                                                                  | Tombe du rabbin Abraham Bloch |
| Synagogue Ancienne synagogue, cédée à l'Eglise réformée après la deuxième guerre mondiale           | Senones       | Quai Jules Ferry | à géolocaliser |                |            | construite en 1896                                               | Synagogue Ancienne synagogue, cédée à l'Eglise réformée après la deuxième guerre mondiale |
| Cimetière israélite                                                                                 | Senones       | Chemin de la Corvée | à géolocaliser |                |            | construite en 1920                                               | Cimetière israélite |
| Synagogue désaffectée                                                                               | Le Thillot    | | à géolocaliser |                |            |                                                                  | Image manquante Téléverser |
| Carte postale patriotique Abraham Bloch                                                             | Taintrux      | au col d'Anozel | à géolocaliser |                |            |                                                                  | Carte postale patriotique Abraham Bloch |
| Stèle d'Abraham Bloch                                                                               | Taintrux      | au col d'Anozel | à géolocaliser |                |            |                                                                  | Stèle d'Abraham Bloch |
| Synagogue                                                                                           | Vittel        | 211 rue Croix Perrot | à géolocaliser |                |            | construite en 1928                                               | Synagogue |
| Cimetière                                                                                           | Vittel        | rue des Azeliers, carré cimetière municipal.                                                                                    | à géolocaliser |                |            |                                                                  | Image manquante Téléverser |

### Bibliographie

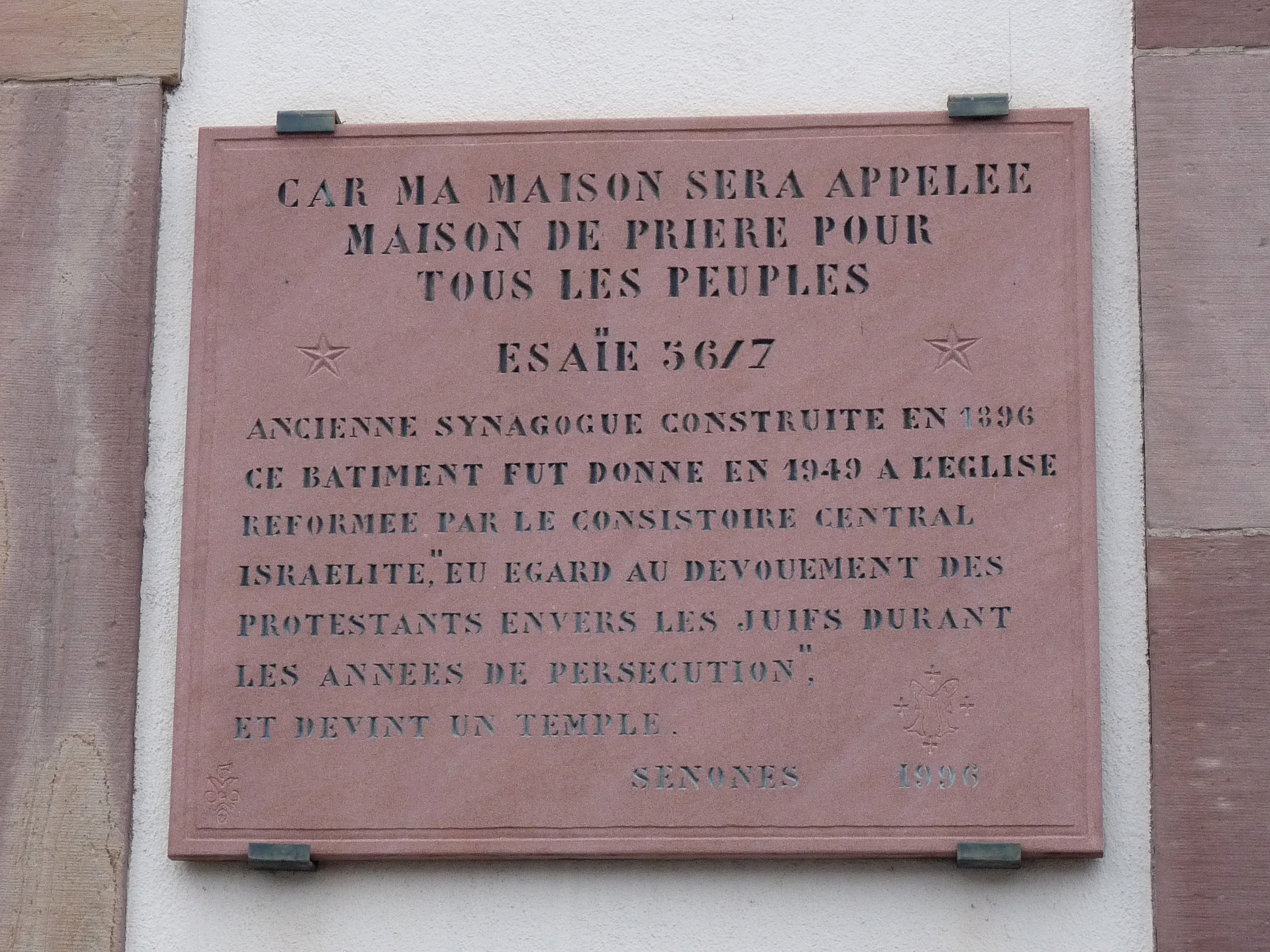
Senones (Vosges) : Ancienne synagogue construite en 1896. Le bâtiment fut donné à l'Église réformée en 1949 eu égard au dévouement des protestants envers les juifs durant les années de persécution, et devint un temple